# Lysandra philippi
Lysandra philippi is een vlinder uit de familie van de Lycaenidae. De wetenschappelijke naam van de soort is voor het eerst geldig gepubliceerd in 1978 door Brown & Coutsis.